# Petten
Petten est un village situé dans la commune néerlandaise de Schagen, dans la province de la Hollande-Septentrionale, à une quinzaine de kilomètres au nord-ouest d'Alkmaar. En 2009, le village comptait environ 1 500 habitants.

## Histoire
Petten a été une commune indépendante jusqu'au 1er mai 1929. À cette date, la commune est supprimée et rattachée à Zijpe. Auparavant, Petten avait déjà fait partie de Zijpe de 1812 à 1817.
L'Institut de l'énergie et des transports (en) (IET), rattaché au Centre commun de recherche (une institution européenne) se trouve à Petten et à Ispra en Italie. Cet institut gère un réacteur nucléaire de recherche destiné aux utilisations médicales.